# Guillermo IX de Montpellier
Guillermo IX (occitano Guilhem o Guillem ) fue señor de Montpellier desde 1202 hasta 1204. Fue el último señor del linaje Guilhem.
Guillermo IX fue el primogénito de Guillermo VIII de Montpellier e Inés, emparentada con los reyes de Aragón. Se casó con Guillermo VIII en 1187, después de que Guillermo abandonara a su primera esposa, Eudoxia Comnena, con la que había tenido a su hija y heredera, María. Guillermo VIII intentó que Iglesia, la pueblo y nobleza reconocieran como legítimo su segundo matrimonio y a su hijo.Guillermo IX tuvo cinco hermanos y dos hermanas. 
Guillermo IX sucedió a su padre en 1202 según el último testimonio legal de su padre (fechado ese mismo año) que contravenía el tratado matrimonial firmado en su día con Eudoxia.El gobierno de Guillermo incluyó la creación de un Consejo de los Quince, una novedad en Montpellier y que había sido creado por su padre en un intento de conseguir la aceptación popular de su hijo. Pero en 1204, María se casaba con Pedro II de Aragón, que obtenía así derechos dinásticos sobre Montpelliery el pueblo se rebeló contra Guillermo, expulsándolo de la ciudad junto con el Consejo. Pedro y María fueron invitados a asumir el señorío.Tras su partida al exilio, Guillermo IX mantendría el castillo de Paulhan hasta su muerte.
Tanto el divorcio de Pedro II como la legitimidad de Guillermo IX se litigaron en Roma en 1212-13. El Papa Inocencio III decidió a favor de Pedro, legitimando su matrimonio con María y sus hijos, en enero de 1213, rechazando el matrimonio de Guillermo VIII con Inés por considerarlo adúltero y declarando ilegítimo a Guillermo IX, en abril de 1213. 